# Пост (гора)
Пост — небольшая (относительная высота 40—50 м) возвышенность в черте города Пятигорска. Абсолютная высота 555 м. Дала название окружающему району Горапост.
Получила своё название от сторожевого (дозорного) поста, располагавшегося на ней в XVIII веке. В настоящий момент практически полностью застроена. Среди достопримечательностей — армянская апостольская церковь Святого Саркиса, здания XIX — начала XX веков со стороны улицы Мира. Транспорт — маршрутные такси (остановка «гора Пост»), ближайшие остановки трамвая — Розы Люксембург, Мира.